# Короткоухий кенгуру
Короткоухий кенгуру, или короткоухий валлаби (лат. Petrogale brachyotis) — сумчатое млекопитающее из семейства кенгуровых. Этимология видового названия: греч. Βραχύς — «короткий», греч. Otous — «ухо».

## Описание
Диплоидный набор хромосом, 2n = 18. Вес 4,5 кг.

## Распространение
Эндемик северной части Австралии. Встречается в Кимберли, Арнемленде и на островах залива Карпентария. Встречается на невысоких скалистых утесах, холмах и ущельях, на лугах и в муссонных лесах.

## Угрозы и охрана
Вид вне опасности. На него могут негативно влиять пожары в отдельных частях ареала. Короткоухий кенгуру встречается на нескольких охраняемых территориях, таких как Национальный парк Какаду, Национальный парк Личфилд, Пурнулулу.